# Liste der Bodendenkmäler in Wieseth
Auf dieser Seite sind die Bodendenkmäler in der mittelfränkischen Gemeinde Wieseth zusammengestellt. Diese Tabelle ist eine Teilliste der Liste der Bodendenkmäler in Bayern. Grundlage ist die Bayerische Denkmalliste, die auf Basis des Bayerischen Denkmalschutzgesetzes vom 1. Oktober 1973 erstmals erstellt wurde und seither durch das Bayerische Landesamt für Denkmalpflege geführt wird. Die folgenden Angaben ersetzen nicht die rechtsverbindliche Auskunft der Denkmalschutzbehörde.

## Bodendenkmäler der Gemeinde Wieseth

### Bodendenkmäler in der Gemarkung Aichau
| Lage              | Objekt                                    | Akten-Nr.     | Bild |
| ----------------- | ----------------------------------------- | ------------- | ---- |
| Aichau (Standort) | Siedlung vorgeschichtlicher Zeitstellung. | D-5-6828-0014 |      |

### Bodendenkmäler in der Gemarkung Wieseth
| Lage               | Objekt | Akten-Nr.     | Bild |
| ------------------ | --- | ------------- | ---- |
| Wieseth (Standort) | Mittelalterlicher Burgstall. | D-5-6828-0013 |      |
| Wieseth (Standort) | Mittelalterliche und frühneuzeitliche Befunde im Bereich der Evangelisch-Lutherischen Pfarrkirche, Friedhof des Mittelalters und der frühen Neuzeit.          | D-5-6828-0085 |      |
| Wieseth (Standort) | Mittelalterliche und frühneuzeitliche Befunde im Bereich der Evangelisch-Lutherischen Kapelle St. Bernhard, Friedhof des Mittelalters und der frühen Neuzeit. | D-5-6828-0086 |      |
| Wieseth (Standort) | Mittelalterlicher Burgstall. | D-5-6829-0030 |      |